# تابوی گل داوودی
تابوی گل داوودی (به ژاپنی: 菊タブー Kiku tabū)، ژاپن اجتماعی تابو در برابر بحث یا انتقاد از امپراتور ژاپن و دودمان یاماتو، به ویژه هیروهیتو (۱۹۰۱–۱۹۸۹) است. این تابو همچنین به بحث در مورد سلامت امپراتور رو به به مرگ نیز گسترش یافت.
این اصطلاح در دهه ۱۹۶۰ مورد استفاده قرار گرفت. و از گل گل داوودی موجود در مهر امپراتوری ژاپن که مهر داوودی نیز نامیده می‌شود، سرچشمه می‌گیرد.

## نمای کلی
قبل از پایان جنگ جهانی دوم (دوره میجی، دوره تایشو و دوره شووا)، نقدها و بحث‌های امپراتور ژاپن و نظام امپراتوری توسط قانون جزا قدیمی به شدت مجازات می‌شدند، زیرا آنها را اهانت به ذات اقدس ملوکانه می‌دانستند. همچنین فشار شدیدی از سوی فرهنگ ژاپنی در برابر چنین انتقاداتی وارد شد. علاوه بر این، قوانین حفظ امنیت عمومی در سال ۱۹۲۵ برای مجازات چنین انتقاداتی از نظام امپراتوری تصویب شد.
پس از جنگ، آزادی بیان به دلیل ماده ۲۱ قانون قانون اساسی ژاپن به‌طور گسترده به رسمیت شناخته شد و قانون مجازات قدیمی که اهانت به ذات اقدس ملوکانه را ممنوع می‌کرد نیز توسط فرماندهی عالی نیروهای متفقین لغو شد. لغو قانون مجازات قدیم باعث شد حتی انتقاد از امپراتور و نظام امپراتوری مجازات قانونی نداشته باشد و انتقاد از نظر اجتماعی بیش از گذشته تحمل شود.
با این حال، در دهه ۱۹۶۰، برخی از سازمان‌ها و اعضای آن‌ها شروع به استفاده از تهدید، ارعاب و خشونت در تلاش برای عقب انداختن دوران گذار کردند. مهم‌تر از همه در حادثه شیماناکا در سال ۱۹۶۱ بود که، یک جوان راست‌گرا تلاش کرد تا ناشر را از ماهنامه برجسته چوئو کورون به دلیل انتشار یک داستان کوتاه طنز که در آن امپراتور و شهبانو سر بریده شدند، ترور کند. مجله این قطعه را «پس گرفت» و قول داد از آن به بعد خودتنظیمی/خودسانسوری کند. هنگامی که دایت ملی شروع به کاوش در احیای قانون پیش از جنگ اهانت به ذات اقدس ملوکانه (lèse-majesté) کرد، سایر شرکت‌های رسانه ای به‌طور مشابه از آن زمان به بعد «خود تنظیمی» را وعده دادند.
رسانه‌های گروهی ژاپن از ترس حمله سازمان‌های راست‌گرا از سخنان انتقادی دربارهٔ امپراتور خودداری کردند. «خودتنظیمی» شکل یک تابو نانوشته و در عین حال کاملاً درک شده را به خود گرفت. هیچ مدرک مستقیمی از قوانین یا استانداردهای مکتوب برای خود تنظیمی در مورد امپراتور در رسانه‌های چاپی وجود ندارد. با این حال، در رسانه‌های پخش وجود دارد، به عنوان مثال، استانداردهای انجمن پخش‌کنندگان تجاری ژاپن (JBA) بخشی دارد که می‌گوید: «(رسانه‌های پخش‌کننده) در تلاش برای آسیب رساندن به کشور و اقتدار کشور ما و به عنوان نماد کشور، پخش انجام نمی‌دهند. امپراتور موضوعی است که باید به عنوان اقتدار کشور در نظر گرفته شود.» این خودتنظیمی منجر به سخنرانی انتقادی علیه امپراتور و سیستم امپراتوری شد که به عنوان تابو در رسانه‌های جمعی تلقی شد.

## آگاهی عمومی
در سال ۱۹۸۸، زمانی که امپراتور هیروهیتو در بیمارستان بستری بود، رسانه‌های پخش تمایل داشتند داوطلبانه از پخش برنامه‌های سرگرم‌کننده خودداری کنند و به دلیل بستری شدن در بیمارستان، کلمه‌های استفاده شده در تبلیغات به دقت مورد توجه قرار گرفتند. برخی از رویدادها و جشنواره‌های ورزشی به همین دلیل خود تنظیمی انجام دادند. روزنامه بریتانیایی د سان (روزنامه) نوشت: «جهنم در انتظار این امپراتور واقعاً شیطانی است» و «بگذار حرامزاده در جهنم بپوسد» و دیلی استار امپراتور را «غرق خورشید شیطان» خواند و او را با آدولف هیتلر مقایسه کرد. وزارت امور خارجه ژاپن از طریق سفارت بریتانیا در توکیو شکایت کرد. میچیو واتانابه، سیاستمدار اجرایی حزب لیبرال دموکرات گفت که «اگر حتی ک خبرنگار ویژه در ژاپن بماند، باید آنها را اخراج کنیم.» با این حال، وقتی گزارش شد که وارث امپراتور هیروهیتو، پسرش آکی‌هیتو نگران است و چنین به نظر می‌آمد که «امپراتور دوست ندارد چنین واکنش‌های اغراق‌آمیزی را ببیند»، موضوع نادیده انگاشته شد.
در سال ۲۰۰۶، در حالی که تولد شاهزاده هیساهیتو آکی‌شینو در سپتامبر برگزار می‌شد، وبلاگی از هیروتادا اوتوتاکه که بدبینانه از این جشن انتقاد می‌کرد مورد حمله قرار گرفت و اوتوتاکه عذرخواهی کرد. در اکتبر همان سال، انتقادی از خبرنگار «ماینیچی شینبون» صورت گرفت که در مورد دیدارهای امپراتور و می‌چیکو از استان ساگا مطالبی منفی نوشت. انتقادها عمدتاً در اینترنت صورت گرفت و اساساً بر این واقعیت بود که گزارشگر یکی لز کره‌ای‌ها در ژاپن بود. انتقادات بسیاری از طرف سازمان‌ها ابراز شد روزنامه «ماینیچی شینبون» را مجبور کرد تا به خبرنگار هشدار جدی دهد.
در فوریه ۲۰۰۷، کودانشا تصمیم گرفت کتاب «شاهزاده ماساکو: زندانی تخت داوودی» نوشته بن هیلز را با ترجمه زبان ژاپنی منتشر نکند. وزارت امور خارجه و دفتر خاندان امپراتوری به هیلز شکایت کردند، اما او پاسخ داد که «نیازی به عذرخواهی نیست، این دفتر خاندان امپراتوری است که باید از ماساکو عذرخواهی کند. واضح است که دولت ژاپن از انتقاد مردمان ژاپنی می‌ترسد.» کودانشاتصمیم خود را با بیان این که «نگرش نویسنده مشکل‌ساز است و ما نمی‌توانیم مسئولیت آنچه ممکن است به دلیل انتشار رخ دهد را بپذیریم» توضیح داد. هیلز به مصاحبه ماینیچی شینبون پاسخ داد و گفت که «این بسیار ناامیدکننده است که کودانشا تصمیم به انتشار ندارد. من مطمئن هستم که کودانشا تحت فشار دفتر خاندان امپراتوری، وزارت امور خارجه و سایر ادارات دولتی قرار گرفته است.» دایسان شوکان در ۲ اوت تصمیم به انتشار این کتاب گرفت و اعلام کرد که «دلیل خاصی برای عدم چاپ وجود ندارد، تاریخ‌ها و اشتباهات ساده را تصحیح می‌کنیم و نسخه کاملی را منتشر می‌کنیم.»